# Dimitrie Isopescu
Dimitrie Isopescu (n. 3 octombrie 1839, Frătăuții Vechi – d. 1 mai 1901, Viena) a fost un profesor român din Austro-Ungaria, inspector al școlilor românești din Ducatul Bucovinei. Isopescu a activat în sensul protejării monumentelor istorice din Bucovina. În ianuarie 1901 a fost ales membru al Consiliului Imperial de la Viena. A fost tatăl juristului Constantin Isopescu-Grecul.

## Biografie
În 1860 a fost admis la Universitatea din Viena, pe care a absolvit-o în 1864. În același an a fost angajat ca profesor la Obergymnasium din Suceava, rămânând acolo timp de cinci ani. În 1869 s-a transferat la Obergymnasium din Cernăuți și a fost ales inspector al școlilor românești din Ducatul Bucovinei.

## Publicații
- Beziehungen Karls des Großen zu den Saracenen in Spanien und zu den abbasidischen Chalifen von Bagdad. Czernowitz 1869.
- Das Theorem der Fourier'schen Reihen. Czernowitz 1873.
- Schematismus der Bukowiner Volksschulen und Lehrer, zusammengestellt auf Grundlage amtlicher Daten. Bukowiner Landeslehrerverein, Czernowitz 1894.